# Kökjanggak
Kökjanggak (en kirghiz : Көкжаңгак) ou Kok-Iangak (en russe : Кок-Янгак) est une ville de la province de Jalal-Abad, au Kirghizistan. Sa population s'élevait à 11 400 habitants en 2017.

## Géographie
Elle est située dans une région montagneuse de la partie occidentale du pays, à 14 km au nord-est de Jalal-Abad.

## Histoire
L'extraction du charbon, qui a commencé dans la région en 1916, a été longtemps la base de l'économie locale. Mais la production est tombée brutalement dans les années 1990.